# Чехлоноски
Чехлоно́ски, или чехликовые моли, или моли-чехлоноски (лат. Coleophoridae), — семейство молевидных бабочек.

## Описание
Преимущественно мелкие с размахом крыльев 7—20 мм, редко до 30—40 мм. Голова гладкая, в прижатых чешуйках, без хетоземы; глазков нет. Усики достигают чаще всего 2/3 — 4/5 длины переднего крыла, в отдельных случаях едва длиннее 1/2 крыла либо превышают его длину Хоботок развит либо в различной степени редуцирован. Передние крылья ланцетовидные, с оттянутой вершиной, в состоянии покоя складываются по бокам тела слегка крышеобразно или почти плоско. Птеростигма нередко развита. Окраска жёлтых, бурых или серых тонов, иногда беловатая, черноватая или металлически блестящая. Рисунок когда выражен, представлен тёмными или светлыми линиями по жилкам, 1—4 белыми продольными полосами, тёмными пятнышками или точками (обычно парными), или разбросанными тёмными чешуйками. Элементы рисунка (перевязи), в отличие от близких семейств, всегда отсутствуют. Крылья некоторых видов металлически блестящие, обрамлены длинной бахромкой. Задние крылья уже, чем передние.
Гусеницы живут в плотных переносных чехликах (отсюда название), которые изготавливают из шелковины или кусочков листового эпидермиса (по форме чехлика можно определить видовую принадлежность гусеницы), некоторые живут в стеблях и плодах без чехлика или образуют галлы. Питаются листьями древесных и травянистых растений, минируя их.
Представители отдельных родов, главным образом пустынных, развиваются без чехликов в стеблях, галлах или внутри плодов. Большинство видов — узкие олигофаги и монофаги, преимущественно на травянистых растениях; некоторые группы целиком связаны с древесно-кустарниковыми растениями.
Главные семейства кормовых растений — сложноцветные, маревые, гвоздичные, губоцветные, розоцветные, вересковые, березовые.
Зимует гусеница, очень редко — яйца. Развитие чаще всего моноцикличное, у отдельных видов — двухлетнее. Ряд южных представителей семейства даёт 2—3 поколения в году. Окукление в чехлике, у бесчехликовых видов — в местах питания или в почвенном коконе (некоторые карпофаги). Перед окуклением гусеницы обычно расползаются в поисках места для прикрепления чехлика (при этом они могут взбираться на случайно попадающиеся растения, что является причиной многих ошибок при указании кормовых растений). Куколка неполная — придатки тела спаяны между собой, но отделены от тела.
Анализ пищевой специализации 630 видов чехлоносок показал их распределение по 30 заселенным олигофагами семействам растений. Среди них 149 видов — широкие олигофаги, 477 видов — узкие олигофаги. В том числе филлофаги 372 вида, антофаги и карпофаги — 203 вида.

## Ареал и виды
Распространены чехлоноски по всему земному шару, особенно разнообразны в Средиземноморье и пустынях Палеарктики.
В России около 1000 видов; некоторые — вредители сельского и лесного хозяйства: лиственничные чехлоноски — Coleophora laricella и Coleophora dahurica — объедают хвою лиственниц; Coleophora prunifoliae, Coleophora hemerobiella и др. прогрызают ходы в почках, молодых побегах, листьях семечковых и косточковых культур.
В Европе более 500 видов.
В Северной Америке 150 видов.

## Классификация
В мировой фауне около 1500 видов, 72 рода. Первая классификация семейства была заложена Целлером в 1849 году. Выделяют 20 триб.
- Abaraschia Capuse, 1973.
- Aesyle Chambers, 1875.
- Agapalsa Falkovich, 1972.
- Amblyxena Meyrick, 1914.
- Amselghia Capuse, 1973.
- Amseliphora Capuse, 1971.
- Apista Hübner, 1825.
- Aplotes Herrich-Schäffer, 1853.
- Apocopta Falkovich, 1987.
- Aporiptura Falkovich, 1972.
- Ardania Capuse, 1973.
- Argyractinia Falkovich, 1972.
- Ascleriductia Capuse, 1973.
- Astyages Stephens, 1834.
- Asychna Stainton, 1854.
- Atractula Falkovich, 1987.
- Augasma Herrich-Schäffer, 1853.
- Aureliania Capuse, 1971.
- Bacescuia Capuse, 1971.
- Belina Falkovich, 1987.
- Benanderpia Capuse, 1973.
- Bima Falkovich, 1972.
- Bourgogneja Capuse, 1971.
- Calaritania Mariani, 1943.
- Calcomarginia Capuse, 1973.
- Caleophora; Capuse, 1973.
- Carpochena Falkovich, 1972.
- Casas Wallengren, 1881.
- Casigneta Wallengren, 1881.
- Casignetella Strand, 1928.
- Characia Falkovich, 1972.
- Chedra Hodges, 1966.
- Chnoocera Falkovich, 1972.
- Coleophora Hübner, 1806.
- Corethropoea Falkovich, 1972.
- Cornulivalvulia Capuse, 1973.
- Corothropoea; Capuse, 1973.
- Corythangela Meyrick, 1897.
- Corythangella; Capuse, 1973.
- Cricotechna Falkovich, 1972.
- Damophila Curtis, 1832.
- Ductispira Capuse, 1974.
- Dumitrescumia Capuse, 1973.
- Duospina Hodges, 1966.
- Ecebalia Capuse, 1973.
- Enscepastra Meyrick, 1920.
- Eupista Hübner, 1825.
- Eustaintonia Spuler, 1910.
- Falkovitshia Capuse, 1972.
- Frederickoenigia Capuse, 1971.
- Glaseria Capuse, 1971.
- Globulia Capuse, 1973.
- Glochis Falkovich, 1987.
- Goniodoma Zeller, 1849.
- Hamuliella Capuse, 1973.
- Haploptilia Hübner, 1825.
- Helopharea Falkovich, 1972.
- Helvalbia Capuse, 1973.
- Heringiella Börner, 1944.
- Homaledra Busck, 1900.
- Ionescumia Capuse, 1971.
- Iriothyrsa Meyrick, 1908.
- Ischnophanes Meyrick, 1891.
- Ischnopsis Walsingham, 1881.
- Kasyfia Capuse, 1973.
- Klimeschja Capuse, 1971.
- Klimeschjosefia Capuse, 1975.
- Klinzigedia Capuse, 1971.
- Klinzigia Capuse, 1971.
- Kuznetzovvlia Capuse, 1973.
- Latisacculia Capuse, 1973.
- Longibacillia Capuse, 1975.
- Lucidaesia Capuse, 1973.
- Luzulina Falkovich, 1972.
- Lvaria Capuse, 1973.
- Macrocorystis Meyrick, 1931.
- Membrania Capuse, 1973.
- Metallosetia Stephens, 1834.
- Metapista Capuse, 1973.
- Metriotes Herrich-Schäffer, 1853.
- Monotemachia Falkovich, 1972.
- Multicoloria Capuse, 1973.
- Nasamonica Meyrick, 1922.
- Nemesia Capuse, 1971.
- Neugenvia Capuse, 1973.
- Nosyrislia Capuse, 1973.
- Oedicaula Falkovich, 1972.
- Omphalopoda Falkovich, 1987.
- Orghidania Capuse, 1971.
- Orthographis Falkovich, 1972.
- Oudejansia Capuse, 1970.
- Papyrosipha Falkovich, 1987.
- Paravalvulia Capuse, 1973.
- Patzakia Capuse, 1973.
- Perygra Falkovich, 1972.
- Perygridia Falkovich, 1972.
- Phagolamia Falkovich, 1972.
- Phylloschema Falkovich, 1972.
- Plegmidia Falkovich, 1972.
- Polystrophia Falkovich, 1987.
- Porotica Meyrick, 1913.
- Porrectaria Haworth, 1828.
- Postvinculia Capuse, 1973.
- Proglaseria Capuse, 1973.
- Protocryptis Meyrick, 1931.
- Quadratia Capuse, 1973.
- Razowskia Capuse, 1971.
- Rhabdoeca Falkovich, 1987.
- Rhamnia Capuse, 1973.
- Sacculia Capuse, 1973.
- Sandaloeca Meyrick, 1920.
- Scleriductia Capuse, 1973.
- Stabilaria Falkovich, 1988.
- Stollia Capuse, 1971.
- Suireia Capuse, 1971.
- Symphypoda Falkovich, 1972.
- Systrophoeca Falkovich, 1972.
- Tocasta Busck, 1912.
- Tolleophora Capuse, 1971
- Tollsia Capuse, 1973.
- Tritemachia Falkovich, 1987.
- Tuberculia Capuse, 1973.
- Ulna Capuse, 1973.
- Valvulongia Capuse, 1971.
- Vladdelia Capuse, 1971.
- Zagulajevia Capuse, 1971.
- Zangheriphora Capuse, 1971.